# Erich Marcks (historien)
Pour les articles homonymes, voir Erich Marcks.
Erich Marcks, né le 17 novembre 1861 à Magdebourg et mort le 22 novembre 1938  à Berlin, est un historien allemand.
Il est le père du général Erich Marcks.

## Biographie
Erich Marcks est le fils d'un architecte protestant, Albrecht Marks. Après avoir fréquenté le  « Kloster Unser Lieben Frauen » de Magdebourg, Erich commence ses études d'Histoire ancienne en 1879 à Strasbourg avant de les continuer à Bonn et Berlin. Il y reçoit l'enseignement entre autres de Heinrich Nissen et Theodor Mommsen. En 1884, il reçoit son doctorat, mené sous la tutelle de Nissen, après avoir rendu une thèse sur l'Empire romain « Die Überlieferung des Bundesgenossenkrieges 91–89 vor Christus » (la tradition orale de la Guerre sociale de 91 à 89 av. J.-C.). Sous l'influence de Hermann Baumgarten et Heinrich von Treitschke il se réoriente dans l'Histoire moderne et passe son habilitation en 1887 sur le thème de « Caspar von Coligny und die Ermordung Franz von Guises » (Gaspard II de Coligny et l'assassinat de François de Guise).
Marcks obtient son premier poste de professeur à Fribourg. Il passe ensuite par les villes de Leipzig, Heidelberg, Hambourg, Munich en Allemagne, ainsi que par les États-Unis, en 1912, où il a reçu poste de professeur en visite. Il termine sa carrière en 1928 à Berlin, où il reçoit un poste en 1922.
De plus Marcks est membre de 1913 à 1922 de l'académie des sciences bavaroise, et président de sa commission historique en 1923. Il est membre également des académie des sciences prussienne, à partir de 1922, et de Saxe, du temps où il vit à Leipzig. À partir de 1910, il est rédacteur de l'« Historischen Zeitschrift » (le journal historique) au côté de son ami Friedrich Meinecke, qui est également nommé à l'académie des sciences prussienne en 1922.
En tant que « Neu-Rankeaner », il est un fervent adepte de l'objectivité de l'Histoire. Leopold von Ranke devient cependant, sous l'influence de Heinrich von Treitschke, un éminent représentant de l'histoire politisée à des fins nationalistes. Son ouvrage majeur est de ce fait la biographie en deux tomes d'Otto von Bismarck, parue en 1909 et 1915. Elle célèbre le réalisateur de l'unité allemande, aboutissement historique de l'Allemagne. Marcks s'y révèle être un soutien d'un État autoritaire puissant.
Le Troisième Reich voit en Marcks un contemporain de l'unité allemande, pour cette raison il est nommé en 1935 membre d'honneur du « Reichsinstitut für Geschichte des Neuen Deutschlands » (institut d'État pour l'Histoire de la nouvelle Allemagne). Il reçoit à ce titre en 1936 le bouclier de l'aigle du Reich allemand, qui était la plus haute récompense sous la république de Weimar.
Erich se marie à Friederike von Sellin. De ce mariage naissent trois fils : Albert, Erich et Otto. Albert, l'aîné, meurt en 1914. Erich est abattu par un avion en 1944. Erich a également une fille Gertrud, qui épouse un de ses élèves, Willy Andreas (de). Erich est cousin du graphiste Gerhard Marcks.